# Případ dr. Kováře
Případ dr. Kováře je český film z roku 1950, který režíroval Miloš Makovec.
Jedná se o ideologicky laděný film z prostředí prestižního lékařského sanatoria – mladý lékař soucítí s chudým lidem z okolí, pomáhá dělníkům a jejich neduživým dětem. Výbuch v nedaleké továrně mladého lékaře přivede do konfliktu se zlým továrníkem.

## Obsazení
| Otomar Krejča      | dr. Kovář                 |
| Jiří Plachý starší | dr. Pokorný               |
| František Šlégr    | továrník Olbrich          |
| Vlasta Vlasáková   | Marie Kalčíková           |
| Vladimír Řepa      | Hlávka                    |
| Jaroslav Mareš     | Blahna                    |
| Václav Lohniský    | Váša                      |
| Jaroslav Malík     | Kalčík                    |
| Jaroslav Moučka    | Velimský                  |
| Karel Houska       | dr. Mráz                  |
| Ludmila Burešová   | Vášová                    |
| Karel Černoch      | Zedníček                  |
| Stanislav Langer   | Vrána                     |
| Josef Mráz         | Jan                       |
| Josef Najman       | Kalous                    |
| Libuše Pospíšilová | sestra Helena             |
| Julie Šafářová     | sestra Anna               |
| Fan Vavřincová     | Pokorná                   |
| Ladislav Gzela     | dělník                    |
| Jan Holubář        | role neurčena             |
| Věra Kalendová     | zdravotní sestra          |
| František Marek    | vrátný v nemocnici        |
| Otto Motyčka       | účetní Patera             |
| Viktor Očásek      | Loukota                   |
| V. Stelzigová      | role neurčena             |
| Karel Vavřík       | pacient                   |
| Oldřich Lukeš      | dělnický odborový delegát |
| Věra Motyčková     | role neurčena             |